# Квантовий рух у прямокутній потенційній ямі

Деякі траєкторії руху частки в одномірному ящику згідно з механікою Ньютона (A), та згідно з рівнянням Шредінгера та квантовою механікою (B-F). У випадку (B-F), горизонтальна вісь відображає позицію частки, а вертикальні осі - реальну частину (голубі) та уявну частину (червоні) хвильової функції. Стани (B,C,D) відображають енергетичні стани, проте (E,F) - ні.

Квантовий рух у прямокутній потенційній ямі - задача квантової механіки що вивчає рух частинки в потенціальній ямі прямокутної форми та з нескінченно високими стінками.
Задача знаходження стаціонарних станів руху частки маси {\displaystyle \mu } в зовнішньому потенціальному полі зводиться до знаходження власних значень оператора енергії, тобто до розв'язку рівняння Шредінгера:

{\displaystyle \left\{\Delta ^{2}+{\frac {2\mu }{\hbar \;^{2}}}[E-U({\vec {r}})]\right\}\psi =0}.

Це рівняння є лінійним диференційним рівнянням другого порядку. Точні аналітичні розв'язки можуть бути знайдені тільки для деяких видів оператора потенційної енергії. Очевидно, що задача знаходження хвильових функцій рівняння Шредінгера у випадку прямокутної потенційної ями належить до найпростіших, і тому для неї можна знайти точні аналітичні розв'язки. В цьому випадку хвильова функція має розриви в точках стрибкоподібної зміни потенціальної енергії. Тому в цих точках необхідно проводити зшивання хвильових функцій, щоб забезпечити їх неперервність. Якщо енергія частки обмежена і стрибок потенційної енергії на поверхні розриву скінченний, то із рівняння Шредінгера випливає необхідність неперервності і {\displaystyle \nabla \psi } на поверхні розриву. Таким чином, граничні умови на поверхні {\displaystyle \sigma } зі скінченним стрибком потенціалу зводяться до вимоги:
{\displaystyle \psi } та {\displaystyle \nabla \psi } неперервні на {\displaystyle \sigma }

## Одновимірна прямокутна яма
Розглянемо частинку, яка рухається в потенціальному полі прямокутної форми:
{\displaystyle U(x)={\begin{cases}0,&-a/2\leq \;x\leq \;a/2,\\U_{0},&x<-a/2,x>a/2\end{cases}}}
В цьому випадку рівняння Шредінгера зводиться до одновимірного рівняння:
{\displaystyle \left\{{\frac {d^{2}}{dx^{2}}}+{\frac {2\mu }{\hbar \;^{2}}}[\epsilon -U(x)]\right\}\psi (x)=0}.
В цьому випадку, внаслідок симетричного вибору системи координат, потенційна енергія та оператор Гамільтона інваріантні відносно перетворення інверсії {\displaystyle x\to \;-x}, і тому всі стаціонарні стани відносяться або до станів позитивної парності, або до станів з негативною парністю. Такий вибір системи координат у значній мірі спрощує розв'язок задачі, оскільки досить знайти розв'язок тільки для області позитивних значень {\displaystyle x}, тобто в області {\displaystyle 0\leq \;x<\infty }. Хвильові функції станів негативної парності повинні приймати нульове значення в точці {\displaystyle x=0}; для станів позитивної парності при {\displaystyle x=0} повинна приймати нульове значення похідна хвильової функції по координаті.
Будемо відраховувати енергію відносно "дна" потенціальної ями, тоді енергія {\displaystyle \epsilon \geq \;0}. Розглянемо значення енергії {\displaystyle \epsilon <U_{0}}. Нехай далі:
{\displaystyle k^{2}={\frac {2\mu \epsilon }{\hbar \;^{2}}},\gamma ^{2}={\frac {2\mu }{\hbar \;^{2}}}(U_{0}-\epsilon ).}
Тоді одновимірне рівняння Шредінгера можна переписати у вигляді:
{\displaystyle \left({\frac {a}{b}}+k^{2}\right)\psi _{I},0\leq \;x\leq \;a/2;}
{\displaystyle \left({\frac {a}{b}}-\gamma ^{2}\right)\psi _{I},;x\geq \;a/2;}
Скінченні розв'язки {\displaystyle \psi _{II}} при {\displaystyle x\to \;\infty } можна записати у вигляді
{\displaystyle \psi _{II}=Ae^{-\gamma x}}.
А розв'язки {\displaystyle \psi _{I}}, які відповідають станам позитивної парності, будуть:
{\displaystyle \psi _{I}^{(+)}=B\cos kx}.
Для станів негативної парності маємо:
{\displaystyle \psi _{I}^{(-)}=C\sin kx}
Розглянемо спершу стани позитивної парності. Із умови неперервності {\displaystyle \psi } та {\displaystyle {\frac {d\psi }{dx}}} в точці {\displaystyle x=a/2} випливає два однорідних рівняння для визначення {\displaystyle A} та {\displaystyle B}:
{\displaystyle B\cos(ka/2)=Ae^{-\gamma a/2},}
{\displaystyle B\sin(ka/2)={\frac {\gamma }{k}}Ae^{-\gamma a/2}.}
Ця система рівнянь має відмінні від нуля розв'язки тільки при умові:
{\displaystyle k\tan(ka/2)=\gamma ={\sqrt {{\frac {2\mu U_{0}}{\hbar \;^{2}}}-k^{2}}}}.
Оскільки тангенс є періодична функція із періодом {\displaystyle \pi }, то це рівняння можна перетворити до вигляду:
{\displaystyle ka=n\pi -2\arcsin \left({\frac {\hbar \;k}{\sqrt {2\mu U_{0}}}}\right)}
де {\displaystyle n=1,3,\dots ;} значення арксинуса необхідно брати в інтервалі {\displaystyle 0,\pi /2}. Останнє рівняння є трансцендентним по формі і визначальним для позитивних значень хвильового числа {\displaystyle k}. Тому можливі рівні енергії, які відповідають станам з позитивною парністю. Оскільки аргумент арксинуса не може перевищувати 1, то значення {\displaystyle k} можуть лежати тільки в інтервалі 
{\displaystyle 0\leq \;k\leq \;{\frac {\sqrt {2\mu U_{0}}}{\hbar \;}}}. Значення {\displaystyle k_{n}}, що задовольняють це рівняння при {\displaystyle n=1,3,\dots ;} відповідають точкам перетину прямої {\displaystyle ka} та монотонно спадаючих кривих
{\displaystyle \zeta _{n}(k)=n\pi -2\arcsin \left({\frac {\hbar \;k}{\sqrt {2\mu U_{0}}}}\right).}.
Особливо простий вигляд мають розв'язки останнього рівняння для нескінченно великих значень {\displaystyle U_{0}} ({\displaystyle U_{0}\gg \;\epsilon }). У цьому разі 
{\displaystyle \arcsin \left({\frac {\hbar \;k}{\sqrt {2\mu U_{0}}}}\right)\approx \;0}
та {\displaystyle {\frac {\pi }{a}}n,} де {\displaystyle n=1,3,\dots ;} При цьому енергія частки
{\displaystyle \epsilon _{n}^{(+)}={\frac {\pi ^{2}\hbar \;^{2}}{2\mu a^{2}}}n^{2}}, {\displaystyle n} непарне.
Хвильові функції {\displaystyle \psi _{II}=0}. А хвильові функції всередині ями, нормовані умовою:
{\displaystyle \int _{-a/2}^{a/2}|\psi _{I}|^{2}\,dx=1,}
мають вигляд
{\displaystyle \psi _{I}^{(+)}={\sqrt {\frac {2}{a}}}\cos \left({\frac {\pi n}{a}}x\right)}, {\displaystyle n} непарне.
Для станів з негативною парністю умови неперервності {\displaystyle \psi } та 
{\displaystyle {\frac {d\psi }{dx}}} у точках {\displaystyle x=a/2} приводять до системи рівнянь:
{\displaystyle C\sin ka/2=Ae^{-\gamma a/2},}
{\displaystyle C\cos ka/2=-{\frac {\gamma }{k}}Ae^{-\gamma a/2},}
Із умови розв'язності цієї системи рівнянь маємо:
{\displaystyle k\cot ka/2=-\gamma .}
Враховуючи періодичність котангенса, можна отримати рівняння, що за формою збігається з трансцендентним попереднім рівнянням. При {\displaystyle n=2,4,6,\dots } воно визначає значення 
{\displaystyle k_{n}}, які відповідають дискретним станам негативної парності.
Таким чином, дискретні рівні енергії частки в симетричній потенційній ямі виражаються формулою
{\displaystyle \epsilon _{n}={\frac {\hbar \;^{2}k_{n}^{2}}{2\mu a^{2}}}}, де {\displaystyle k_{n}} визначаються точками перетину прямої {\displaystyle ka} та монотонно спадаючими функціями рівняння із арксинусом. Значення  {\displaystyle n=1,3,\dots ;} відповідають станам позитивної парності, а значення {\displaystyle n=2,4,6,\dots } відповідають станам негативної парності.